# 劉家謀
劉家謀（1814年—1853年），字仲為，號芑川，小名觀，福建福州府侯官縣人，清朝學官。

## 生平
道光十二年（1832年）壬辰科福建鄉試舉人，後科場不順，道光二十六年（1846年）任寧德縣儒學訓導。
道光二十九年（1849年）任台灣府儒學訓導，隸屬於台灣道台灣府，為台灣清治時期的地方官員，該官職主要從事台灣府境內之教育行政部分，受台灣府儒學教授制約，該官職亦通常為閩籍，讀書的語音可較與台灣話相通，事實上，教學上也以閩語發音為主，官話為輔。任臺灣府儒學訓導時期，觀風問俗，針砭社會問題，曾言臺灣綠營班兵除白晝劫奪財物擄掠婦女之外，更開妓館、開鴉片煙渣館、開當舖、設賭局詐財及放高利貸營生。咸豐三年（1853年）夏季，劉家謀病卒於任內。

## 著作
- 《鶴場漫錄》2卷
- 《海音詩》2卷：對台灣的風土人情及官吏施政利弊，皆有論述。
- 《東海紀程》1卷
- 《東海小草》4卷
- 《觀海集》4卷
- 《開天宮詞》2卷
- 《操風瑣錄》4卷
- 《懷藤吟館隨筆》1卷
- 《攬環集》10卷
- 《外丁卯橋居士初集》8卷

## 家族
來自福州龍山劉氏家族。曾祖劉鳴雷；祖父劉國柱；父劉慶昌。